# Contaminazione (album)
Contaminazione è il terzo album del Rovescio della Medaglia pubblicato nel 1973 dalla RCA Italiana. L'album è stato inciso nel 1975 in versione inglese con il titolo di Contamination.

## Il disco
Arrangiato da Luis Enríquez Bacalov, fa riferimento al prog sinfonico specialmente nell'inserimento del Clavicembalo ben temperato di Johann Sebastian Bach: il titolo completo del concept album è infatti Contaminazione di alcune idee di certi preludi e fughe del Clavicembalo ben temperato di J.S. Bach.
Compare, insieme a La Bibbia (album) del 1971, nel libro "I 100 migliori dischi del Progressive italiano" di Mox Cristadoro, pubblicato nel 2014.

## Tracce
1. Absent for this consumed world (Enriquez-Vita)
2. Ora non ricordo più (Enriquez-Vita-Bardotti-Sergepy)
3. Il suono del silenzio (Enriquez-Vita-Bardotti-Sergepy)
4. Mi sono svegliato e...ho chiuso gli occhi (Enriquez-Vita-Bardotti-Sergepy)
5. Lei sei tu: lei (Enriquez-Vita-Bardotti-Sergepy)
6. La mia musica (Enriquez-Vita-Bardotti-Sergepy)
7. Johann (Enriquez-Vita-Bardotti-Sergepy)
8. Scotland machine (Enriquez-Vita)
9. Cella 503 (Enriquez-Vita-Bardotti-Sergepy)
10. Contaminazione 1760 (Enriquez-Vita)
11. Alzo un muro elettrico (Enriquez-Vita-Bardotti-Sergepy)
12. Sweet suite (Enriquez-Vita)
13. La grande fuga (Enriquez-Vita)

## Formazione
- Pino Ballarini (voce, flauto)
- Franco Di Sabatino (tastiere)
- Enzo Vita (chitarra)
- Stefano Urso (basso)
- Gino Campoli (batteria)